# Voile aux Jeux olympiques de 1908
Navigation
Paris 1900 Stockholm 1912
Quatre régates de voile sont disputées à l'occasion des Jeux olympiques d'été de 1908 du 27 juillet au 12 août sur les sites maritimes de Solent, proche de l’île de Wight, et Firth of Clyde sur la côte écossaise. Les compétitions sont organisés par la Yacht Racing Association.

## Participants
Un total de 64 athlètes (63 hommes et 1 femme) issus de 5 nations participent aux épreuves.
- Belgique (3)
- France (3)
- Royaume-Uni (40 dont 1 femme)
- Norvège (5)
- Suède (13)

## Voiliers olympiques

6mJI, 7mJI, 8mJI, 12mJI à la Jauge internationale

## Tableau des médailles
| Rang | Pays        | Médaille d'or | Médaille d'argent | Médaille de bronze | Total |
| 1    | Royaume-Uni | 4             | 1                 | 1                  | 6     |
| 2    | Belgique    | 0             | 1                 | 0                  | 1     |
| 2    | Suède       | 0             | 1                 | 0                  | 1     |
| 4    | France      | 0             | 0                 | 1                  | 1     |

## Résultats
| Épreuve      | Or | Argent | Bronze                                                                                      |
| 6 mètres JI  | Royaume-Uni Dormy Gilbert Laws Thomas McMeekin Charles Crichton                                                                                          | Belgique Zut Léon Huybrechts Louis Huybrechts Henri Weewauters | France Guyoni Henri Arthus Louis Potheau Pierre Rabot                                       |
| 7 mètres JI  | Royaume-Uni Heroine Charles Rivett-Carnac Richard Dixon Norman Bingley Frances Rivett-Carnac                                                             | aucune médaille | aucune médaille                                                                             |
| 8 mètres JI  | Royaume-Uni Cobweb Blair Cochrane Arthur Wood Henry Sutton John Rhodes Charles Campbell                                                                  | Suède Vinga Carl Hellström Edmund Thormählen Erik Wallerius Eric Sandberg Harald Wallin                                                                                        | Royaume-Uni Sorais Philip Hunloke Alfred Hughes Frederick Hughes George Ratsey William Ward |
| 12 mètres JI | Royaume-Uni Hera Thomas Glen-Coats Arthur Downes John Downes John Buchanan David Dunlop John Mackenzie Gerald Tait James Bunten Albert Martin John Aspin | Royaume-Uni Mouchette Charles MacIver Cecil R. MacIver James Baxter William Davidson John Spence Thomas Littledale John Jellico C. McLeod Robertson James Kenion J.A. Gardiner | aucune médaille                                                                             |